# Agelaia meridionalis
Agelaia meridionalis är en getingart som först beskrevs av Ihering 1904.  Agelaia meridionalis ingår i släktet Agelaia och familjen getingar. Inga underarter finns listade i Catalogue of Life.